# 비쳅스크주

비쳅스크주의 위치

비쳅스크주(벨라루스어: Ві́цебская во́бласць)는 벨라루스 동부에 위치한 주로 주도는 비쳅스크이며 면적은 40,100km2, 인구는 1,294,700명(2006년 기준)이다.
남쪽으로는 민스크주와 마힐료우주, 남서쪽으로는 흐로드나주와 접하고 있고 북쪽으로는 러시아, 서쪽으로는 리투아니아, 라트비아와 국경을 접한다.

## 상징

비쳅스크주의 기
비쳅스크의 문장

## 출신 인물
- 마르크 샤갈